# Hellman (cràter)
Hellman és un cràter d'impacte en el planeta Venus de 34,7 km de diàmetre. Porta el nom de Lillian Hellman (1905-1984), dramaturga estatunidenca, i el seu nom va ser aprovat per la Unió Astronòmica Internacional el 1991.